# Birel

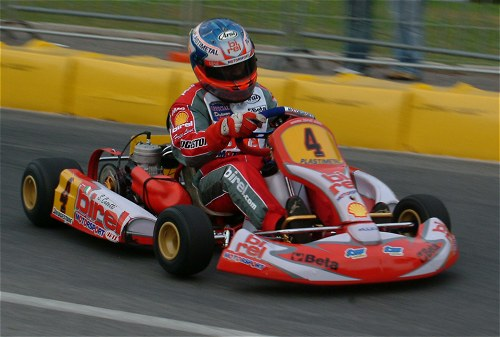
Sauro Cesetti kör Formel A för Birel.

Birel är en italiensk gokartchassi-fabrikör. De gör bland annat bilar för gokartklasserna Formel Micro, Formel Mini, Intercontinental C och Intercontinental A. Forsman är svensk distributör.